# 울산시티투어버스

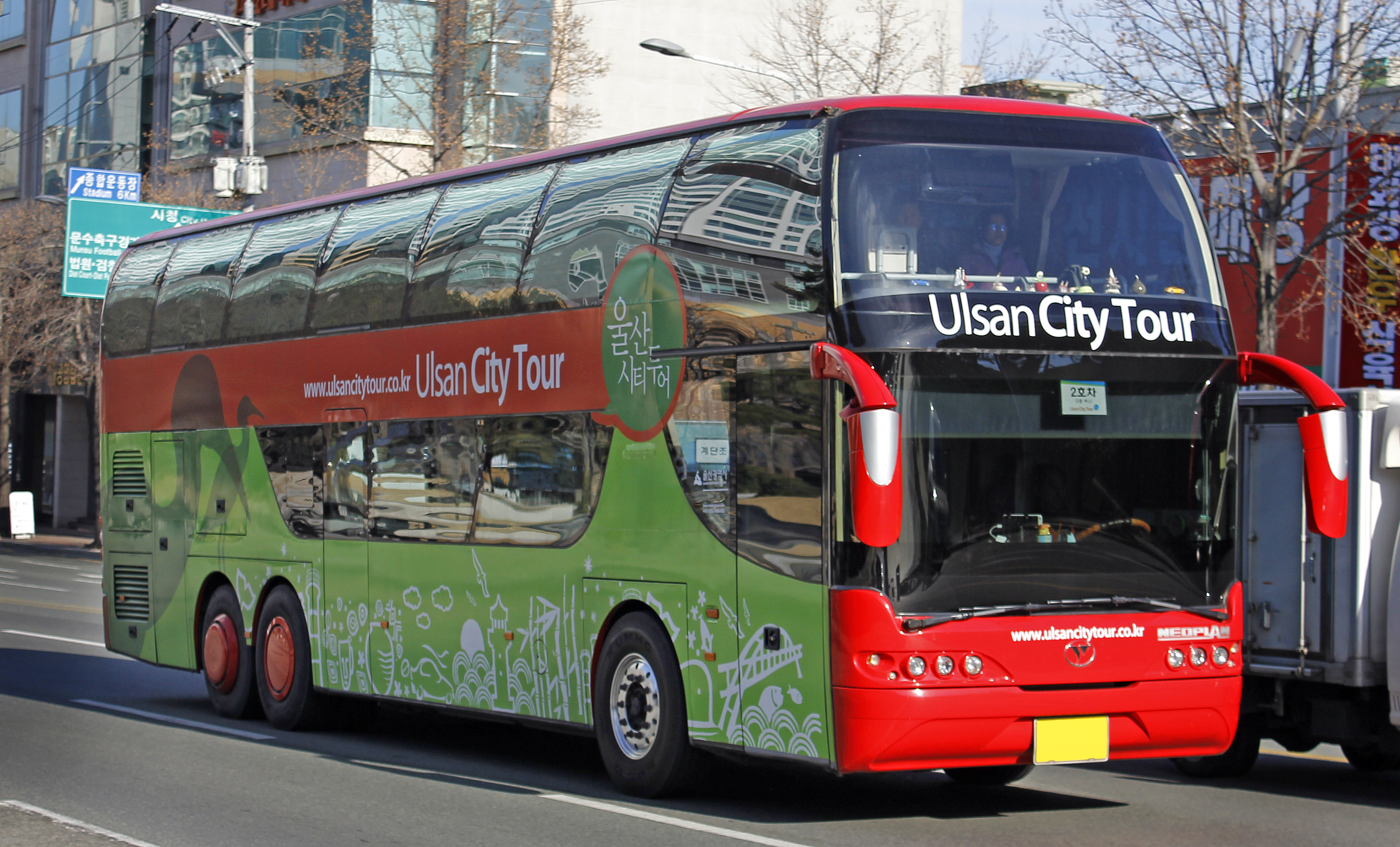
울산시티투어버스

울산시티투어버스(Ulsan City Tour Bus)는 한국의 울산광역시의 중심 관광지를 도는 울산시청과 울산역을 기점으로 하는 순환버스이다. 2018년 기준 승차권 가격은 성인 1만 원, 고교생 이하 8천 원이다. 요금은 대한민국 원만 지불할 수 있으며 거스름 돈은 한화로만 받을 수 있다.

## 운행 코스
- 순환형코스(대왕암코스) : 태화강역 ~ 롯데광장 ~ 신화마을 ~ 고래박물관 ~ 울산대교전망대 ~ 현대호텔 ~ 일산해수욕장 ~ 대왕암공원 ~ 태화강역
- 순환형코스(태화강코스) : 태화강역 ~ 롯데광장 ~ 울산박물관 ~ 울산대공원 ~ 태화강철새공원 ~ 태화강대공원 ~ 태화루 ~ 젊음의거리 ~ 문화예술회관 ~ 신라스테이·롯데시티호텔 ~ 롯데백화점 사거리 ~ 태화강역
- 역사탐방코스(화, 목, 토) : 롯데광장 ~ KTX울산역 ~ 암각화박물관/반구대암각화 ~ 중식 ~ 천전리각석 ~ 대곡박물관 ~ KTX울산역 ~ 롯데광장
- 산업탐방코스(화, 목) : KTX울산역 ~ 롯데광장 ~ 자동차부품기술연구소 ~ 한국몰드 ~ 중식 ~ 현대자동차 ~ 현대중공업 ~ 롯데광장 ~ KTX울산역
- 산업탐방코스(금) : KTX울산역 ~ 롯데광장 ~ 중식 ~ 현대자동차 ~ 중식 ~ 현대중공업 ~ 롯데광장 ~ KTX울산역
- 해안탐방코스(수, 금, 일) : KTX울산역 ~ 롯데광장 ~ 중식 ~ 현대자동차 ~ 중식 ~ 현대중공업 ~ 롯데광장 ~ KTX울산역
- 아름다운달빛여행(금, 토 야간) : 태화강역 ~ 울산대교전망대 ~ 대왕암공원 ~ 울산대교 ~ 태화강역